# Museu Delacroix
O Museu Delacroix, situado na Rua Furstemberg, em Paris, capital francesa, é um museu criado na antiga casa do ilustre artista francês Eugène Delacroix.

Em 1932, um grupo de amantes da arte abriram o L’Atelier Delacroix, para salvar a casa do artista de ser demolida.
Este museu tornou-se museu nacional em 1971, quando o Governo francês reconheceu a importância do mesmo.
Hoje em dia, alberga vários esboços, desenhos e pinturas do artista. Mas, para além disso, o museu conserva uma série de objectos pessoais de Delacroix.
1. ↑  «From Studio to Museum - Musée Delacroix». www.musee-delacroix.fr. Consultado em 11 de junho de 2024